# Coenosia punctipes
Coenosia punctipes är en tvåvingeart som beskrevs av Thomson 1869. Coenosia punctipes ingår i släktet Coenosia och familjen husflugor. Inga underarter finns listade i Catalogue of Life.